# The Woman Hater (film af Powers)
The Woman Hater er en amerikansk stumfilm fra 1910 af Joseph A. Golden.